# Galium aetnicum
Galium aetnicum är en måreväxtart som beskrevs av Antonius de Bivona-Bernardi. Galium aetnicum ingår i släktet måror, och familjen måreväxter. Inga underarter finns listade i Catalogue of Life.